# یخچال لمپلاگ
یخچال لمپلاگ (به انگلیسی: Lamplugh Glacier) یک یخچال طبیعی واقع در پارک و منطقه حفاظت شده ملی خلیج گلیشر در آلاسکا، ایالات متحده آمریکا است.
یخچال لمپلاگ به افتخار زمین‌شناس و کاشف بریتانیایی جورج ویلیام لمپلاگ نامگذاری شده‌است.